# Das Deutsche Mädel
 (août 2025).
Das Deutsche Mädel (« La Jeune fille allemande ») était un magazine national-socialiste publié à partir de 1933 destiné à un groupe cible féminin âgé de 10 à 18 ans.

## Période de publication
À partir de février 1933, le magazine fut initialement publié sous le titre « Das Deutsche Mädel. Bundesbriefe des BdM » (« La jeune fille allemande. Lettres fédérales de l'association des jeunes filles allemandes de la jeunesse hitlérienne », HJ). En 1934, le nom fut changé pour « Das Deutsche Mädel ». Le magazine de l'Association des jeunes filles allemandes de la Jeunesse hitlérienne. »  La production du magazine a probablement été arrêtée pendant la Seconde Guerre mondiale.

## Gestion éditoriale
Baldur von Schirach, Reichsjugendführer (« chef de la jeunesse du Reich ») était l'éditeur. La création du magazine a  été coordonnée jusqu'à la fin par la « Direction de la jeunesse du Reich » : en 1933, Lydia Gottschewsky, Irmgard von Maltzahn et Gerda Zimmermann en étaient les rédactrices. À partir de 1934, Hilde Munske responsable du BDM au sein du « Bureau de presse et de propagande de la direction de la jeunesse du Reich » devient la rédactrice en chef.
Lydia Schürer-Stole était chargée de rédiger la partie du magazine destinée à s'adresser aux jeunes filles. Elle a également été représentante des jeunes filles du « Reichsjugendführung ». Alors que les articles de 1933 étaient initialement écrits par des dirigeants du BDM des Reichsgau et d'autres responsables similaires, à partir de 1934, il y eut beaucoup plus de lettres et d'articles qui furent (prétendument) écrits par des « filles » de tout le « Reich ». L’objectif était de renforcer le « caractère participatif » du magazine pour filles et ainsi de le rendre plus attractif pour le groupe cible.

## Structure et conception
Le magazine national-socialiste pour filles comprenait des articles sur les organisations nazies principalement à partir de textes conçus comme des récits d'expériences, de paroles de chansons, de poèmes et de photographies. Le magazine mettait en avant des reportages sur le travail des organisations de jeunesse nazies. D'une part, il s'agissait de rendre les organisations nationales-socialistes telles que la BDM intéressantes et attractives pour le groupe cible féminin et, d'autre part, d'influencer les organisations publiques sur l'éducation des enfants et des jeunes auprès des parents. L'idéologie raciste nazie a été abordée d'une manière adaptée au groupe cible, principalement en concevant une communauté de filles « de race allemande » ou « nées en Allemagne » et en présentant aux jeunes lecteurs des domaines d'activité tels que la maternité et les coutumes culturelles qui étaient pertinents pour leur existence ultérieure, comme devraient l'être les femmes d'une communauté nazie.